# Regno di Denanke
Il regno di Denanke o Denianke, noto anche come Grande Fulo, fu uno stato africano dell'etnia fulani, esistito tra il XVI e XVIII secolo nel bacino del fiume Senegal tra gli attuali stati del Senegal e della Mauritania.

## Terminologia
Il toponimo "Denanke" deriva dal fulfulde Deniaankobe, che era il nome del clan a cui appartenevano i sovrani del regno. "Grande Fulo" fu invece il termine usato dagli esploratori portoghesi per indicare i governanti dello stato, e per estensione lo stato stesso.

## Storia
Intorno al 1450 il leader fulani Tenguella, spinto dall'espansionismo dell'Impero Wolof, guidò una migrazione del suo popolo dalla regione del Futa Toro verso le terre di Diarra, presso cui fondò il regno di Futa Kingi. Da questa posizione lo stato di Tenguella intervenne militarmente in una serie di aree vicine, interrompendo le tratte commerciali nell'area. Nel 1490 le azioni di Tenguella nel bacino del fiume Gambia superiore minacciavano le linee di comunicazione tra l'Impero del Mali e le province occidentali di Kaabu, nonché i giacimenti d'oro di Bambuk. Nel 1511, dopo anni di crescenti tensioni, i governanti di Diarra, di etnia soninke, chiesero aiuto ai Songhai. Amar Konjago, fratello di Askia Mohammad I, nel 1512 sconfisse e uccise Tenguella in battaglia e distrusse il suo giovane stato.
Il figlio di Tenguella, Koli Tenguella, guidò allora un'altra migrazione verso nord dalla sua base nel Futa Jalon, attaccando molti piccoli stati sul suo cammino. Dopo aver ristabilito il dominio della sua famiglia nel Futa Toro, reindirizzò l'esercito del nascente stato verso l'Impero Jolof con grande successo, accelerandone la disgregazione. Stabilì una capitale fissa a Tumbere-Jiinde in quella che oggi è la regione Futa Toro del Senegal e riconquistò Kingi. Koli morì nel 1537 durante una guerra contro il regno di Bussa.
A Koli successe suo fratello Labba Tenguella, dando inizio alla dinastia Denianke. Dopo il definitivo crollo dell'Impero Jolof nel 1549 nella battaglia di Danki, i Denianke ricevettero tributi da oltre una dozzina di regni vassalli. Questi includevano, almeno per una parte del periodo, i regni di Jolof, Waalo, Cayor, Gajaaga, Diarra e Wagadu, tra gli altri. Raggiunsero l'apice del loro potere all'inizio del XVII secolo sotto Satigi Samba Lamu, allorché controllavano sia la foce del Senegal che molte delle rotte commerciali transahariane.
I Denianke erano monarchi animisti, che governavano su una popolazione sempre più islamica. I torodbe (chierici islamici) divennero sempre più influenti, opponendosi alla leadership denianke e invocando la jihad contro i vicini stati animisti Mandinka. Il regno di Silatigi Siree Sawa Laamu (1669-1702) vide lo scoppio della guerra di Char Bouba, una rivolta islamista contro le monarchie tradizionaliste nella valle del fiume Senegal che scatenò una guerra civile tra i Denianke.
A partire dall'inizio del XVIII secolo, i Mori di Trarza, sostenuti dal sultano del Marocco Mulay Isma'il, tentarono di esercitare controllo sulla sponda nord del Senegal e il lucroso commercio della gomma arabica. I francesi dalla loro base di Saint-Louis tentarono la stesso, e l’instabilità e l’intervento straniero divennero endemici nel Futa Toro e in gran parte della valle del Senegal.
La dinastia Denianke fu infine rovesciata da una rivoluzione islamica guidata da Sulayman Bal nel 1776. Si dimise una volta vinta la guerra santa e fu sostituito da Abdul Qadir ibn Hammadi, primo almamy dell'Imamato di Futa Toro.